# Гарга (Алнаський район)
Га́рга (рос. Гарга) — присілок у складі Алнаського району Удмуртії, Росія.

## Населення
Населення — 21 особа (2010; 27 в 2002).
Національний склад станом на 2002 рік:
- росіяни — 67 %

## Урбаноніми[3]
- вулиці — Клубна, Центральна